# 한국프로농구 포스트시즌 2011
2010-2011 현대모비스 프로 농구의 포스트시즌은 2011년 3월 25일부터 시작하여 4월 중순까지 진행된다. 부산 KT 소닉붐이 창단 처음으로 정규리그를 우승했으며 인천 전자랜드 엘리펀츠는 정규 시즌 2위를 차지 하면서 4강에 직행하였다. 한편 6강 플레이오프 대진은 지난 09-10시즌 대진에 리벤지매치가 되면서 화제가 되었으며, 4강에서는 1,2위팀이 모두 떨어지는 결과가 나온 끝에 정규시즌 3위 KCC와 4위 동부가 7전 4선승제로 경기를 치러 4승 2패로 KCC가 우승을 차지 하였다.

## 순위
| 성적 | 팀                     | 경기수 | 승 | 패 | 승률  | 승차 | 비고        |
| ---- | ---------------------- | ------ | -- | -- | ----- | ---- | ----------- |
| 1    | 부산 KT 소닉붐         | 54     | 41 | 13 | 0.759 | -    | 4강 PO 직행 |
| 2    | 인천 전자랜드 엘리펀츠 | 54     | 38 | 16 | 0.704 | 3    | 4강 PO 직행 |
| 3    | 전주 KCC 이지스        | 54     | 34 | 20 | 0.630 | 7    | 6강 PO 진출 |
| 4    | 원주 동부 프로미       | 54     | 31 | 23 | 0.574 | 10   | 6강 PO 진출 |
| 5    | 창원 LG 세이커스       | 54     | 28 | 26 | 0.519 | 13   | 6강 PO 진출 |
| 6    | 서울 삼성 썬더스       | 54     | 27 | 27 | 0.500 | 14   | 6강 PO 진출 |
| 7    | 서울 SK 나이츠         | 54     | 20 | 34 | 0.370 | 21   | 진출실패    |
| 8    | 울산 모비스 피버스     | 54     | 20 | 34 | 0.370 | 21   | 진출실패    |
| 9    | 안양 한국인삼공사      | 54     | 16 | 38 | 0.296 | 25   | 진출실패    |
| 10   | 대구 오리온스          | 54     | 15 | 39 | 0.278 | 26   | 진출실패    |

| 성적 | 팀                     | 경기수 | 승 | 패 | 승률  | 승차 | 비고            |
| ---- | ---------------------- | ------ | -- | -- | ----- | ---- | --------------- |
| 1    | 전주 KCC 이지스        | 54     | 34 | 20 | 0.630 | 7    | 챔피언전 우승   |
| 2    | 원주 동부 프로미       | 54     | 31 | 23 | 0.574 | 10   | 챔피언전 준우승 |
| 3    | 부산 KT 소닉붐         | 54     | 41 | 13 | 0.759 | 0    | 4강 PO 진출     |
| 4    | 인천 전자랜드 엘리펀츠 | 54     | 38 | 16 | 0.704 | 3    | 4강 PO 진출     |
| 5    | 창원 LG 세이커스       | 54     | 28 | 26 | 0.519 | 13   | 6강 PO 진출     |
| 6    | 서울 삼성 썬더스       | 54     | 27 | 27 | 0.500 | 14   | 6강 PO 진출     |
| 7    | 서울 SK 나이츠         | 54     | 20 | 34 | 0.370 | 21   | 진출실패        |
| 8    | 울산 모비스 피버스     | 54     | 20 | 34 | 0.370 | 21   | 진출실패        |
| 9    | 안양 한국인삼공사      | 54     | 16 | 38 | 0.296 | 25   | 진출실패        |
| 10   | 대구 오리온스          | 54     | 15 | 39 | 0.278 | 26   | 진출실패        |

## 토너먼트표
|  | 6강 플레이오프 | 6강 플레이오프 | 6강 플레이오프 |  |  | 4강 플레이오프 | 4강 플레이오프 | 4강 플레이오프 |          |   | 챔피언 결정전 | 챔피언 결정전 | 챔피언 결정전 |  |
|  |                |                |                |  |  |                |                |                |          |   |               |               |               |  |
|  | 4              | 원주 동부      | 3              |  |  |                |                |                |          |   |               |               |               |  |
|  | 5              | 창원 LG        | 0              |  |  | 1              | 부산 KT        | 1              |          |   |               |               |               |  |
|  |                |                |                |  |  | 4              | 원주 동부      | 3              |          |   |               |               |               |  |
|  |                |                |                |  |  |                |                |                |          |   | 4             | 원주 동부     | 2             |  |
|  | 3              | 전주 KCC       | 3              |  |  |                |                | 3              | 전주 KCC | 4 |               |               |               |  |
|  | 6              | 서울 삼성      | 0              |  |  | 2              | 인천 전자랜드  | 1              |          |   |               |               |               |  |
|  |                |                |                |  |  | 3              | 전주 KCC       | 3              |          |   |               |               |               |  |

## 6강 플레이오프

### 1차전
| 2011년 3월 25일 원주 치악체육관 | 원주 동부 프로미 | 65 | 18 (1Q) 13 14 (2Q) 13 20 (3Q) 15 13 (4Q) 14 | 55 | 창원 LG 세이커스 |

1쿼터 초반은 LG의 분위기. LG는 알렉산더가 착실한 골밑 득점을 올리며 기선을 제압했다. 문태영은 2점에 그쳤지만 김주성을 무득점으로 묶으며 수비에 집중했다.
2-6으로 끌려가던 동부의 공격은 곧 살아났다. 박지현이 잇따라 그물망을 흔들며 7점을 올렸고 윤호영이 5점을 보탰다. 벤슨은 리바운드 4개를 따내며 골밑을 장악했다. 1쿼터는 18-13 동부의 근소한 우세.
2쿼터는 팽팽했다. 동부는 박지현 윤호영이, LG는 알렉산더 문태영 등이 공격을 주도했다. 하지만 큰 경기에 대한 부담감으로 인해 양 팀의 공격은 원활하지 못했다. 2쿼터 5분이 지난 시점에서 두 팀이 기록한 턴오버는 10개나 됐다.
3쿼터는 벤슨의 독무대였다. 잠잠하던 벤슨은 3쿼터 시작과 함께 호쾌한 덩크슛으로 포효했다. 이어 LG가 무득점으로 묶인 사이 혼자서 4점을 올렸다. 점수는 순식각에 10점차. 여기에 김주성의 골밑슛까지 터졌다.
LG는 문태영이 김주성에게 철철히 막히고 알렉산더의 득점포도 가동되지 않으며 답답한 경기를 이어갔다. 그나마 교체 투입된 루이스가 골밑서 고군분투했지만 나머지 선수들의 득점 지원이 없었다. 3쿼터까지 동부가 52-41로 앞섰다.
반격에 나선 LG는 침묵했던 3점포가 터지며 경기 분위기를 가져왔다. 박형철, 문태영이 연달아 그물망을 흔들었고 이현준의 자유투까지 이어졌다. 점수는 순식간에 56-53. 동부는 턴오버를 남발하며 경기를 내주는 듯 보였다.
하지만 이때 LG의 분위기는 다시 급격히 가라앉았다. 에이스 문태영이 5반칙으로 물러난 것. 경기 내내 심판 판정에 불만을 보였던 문태영은 4쿼터 4분 18초를 남기고 김주성과 더블 파울을 당하며 5반칙 퇴장했다.
분위기를 가져오는 데 성공한 동부는 이후 황진원의 3점포, 중거리포가 터지며 점수차를 벌렸다. 이날 19점을 올린 황진원은 벤슨, 김주성, 윤호영에게 상대 수비가 집중되는 틈을 타 깜짝 활약을 펼쳤다.
결국 LG는 문태영의 공백을 메우지 못하고 6강 플레이오프 1차전을 동부에게 내줬다. 문태영은 김주성의 두터운 수비에도 13점 7리바운드로 비교적 선전했지만 경기 막판 퇴장 당하며 이날 패배의 원인을 제공했다.
| 2011년 3월 26일 전주 실내 체육관 | 전주 KCC 이지스 | 105 | 23 (1Q) 16 27 (2Q) 19 25 (3Q) 16 30 (4Q) 26 | 77 | 서울 삼성 썬더스 |

전반전부터 완전히 KCC의 것이었다. 1쿼터 초반만 해도 삼성이 이정석과 이승준의 중거리슛에 힘입어 1x점으로 근소하게 앞섰으나 추승균이 연속 득점으로 따라잡더니 강병현이 내곽포를 터뜨리면서 역전했다. 추승균이 3점포로 힘을 보탰고 1쿼터 종료 50초전 강병현도 외곽포까지 터뜨리면서 리드를 잡아갔다.
2쿼터 들어서자마자 임재현이 외곽포를 연이어 작렬하며 삼성의 기선을 꺾어놨다. 벌어지는 점수차를 삼성의 이정석이 외곽포로 간신히 한자릿 수까지 좁혔지만 하승진이 골밑 공격으로 다시 점수차를 벌려놨다. 강은식마저도 외곽포를 터뜨리면서 멤버 모두가 고루 점수를 낸 KCC는 전반전을 완전히 우세한 상태로 50-35로 앞선 채 끝냈다.
후반 들어서 KCC는 다시 심기일전한 삼성의 수비를 뚫지 못하고 3분 30초가량 점수를 내지 못하고 있다가 전반에서도 활약했던 강병현이 골밑을 꾸준히 파고든 덕에 점수를 터뜨렸다. 여기에 다니엘스가 덩크를 꽂아넣으며 점수차를 더 벌이기 시작했다. 이어 다니엘스는 내곽에서도 점수를 더 냈으며 리바운드까지 성공하면서 3쿼터에만 10점을 뽑아냈다. 다른 용병 에릭 도슨도 자유투 4개를 깔끔하게 성공시키며 팀 승리에 힘을 보탠 결과 3쿼터를 15점 차로 앞선 채 끝냈다.
마지막 쿼터에서는 임재현과 유병재가 외곽포가 연이어 림을 갈라 점수차를 27점까지 벌렸다. 하승진도 삼성의 수비를 뚫고 높이를 내세워 덩크슛을 넣었다. 여기에 완연한 기세를 탄 강병현이 3점포를 성공시키며 이날 경기의 23득점째를 성공했다. 다니엘스의 득점으로 KCC의 득점은 101점을 넘기 시작했고 삼성과의 점수차는 30점 이상이 되면서 더 이상의 삼성의 추격을 허락하지 않았다.

### 2차전
| 2011년 3월 27일 원주 치악체육관 | 원주 동부 프로미 | 76 | 19 (1Q) 13 21 (2Q) 19 17 (3Q) 19 (4Q) 12 | 63 | 창원 LG 세이커스 |

동부는 1쿼터 초반부터 강하게 몰아쳤다. 동부의 압박에 LG는 1쿼터 시작 후 3분 여 동안 득점을 하지 못했다. 반면 동부는 8득점하며 앞서갔다. 동부는 1쿼터 종료 1분 30여 초를 남기고 김주성이 3번째 반칙을 저지르는 바람에 잠시 코트를 떠났지만, 끝까지 집중력을 잃지 않고 리드를 유지해 19-13으로 1쿼터를 마무리했다.
그러나 쉽게 당할 LG가 아니었다. LG는 2쿼터 들어 주포 문태영(9득점)을 이용해 조금씩 점수차를 좁혔다. 2쿼터 종료 3분 여를 남겼을 때 LG는 26-29까지 추격하는 데 성공했다. 그렇지만 LG는 동점을 눈 앞에 두고 달성하지 못했다. 동부가 황진원과 김주성의 연속 득점에 힘입어 달아난 것. 전반이 끝났을 때 양 팀의 점수차는 40-32으로 8점차였다.
양 팀의 쫓고 쫓기는 추격전은 3쿼터에 더 치열해졌다. 동부는 벤슨이 6점, 황진원과 김주성이 각각 4점씩을 기록하며 총 17득점을 올리며 달아났다. 그렇지만 LG는 3점슛 3개를 꽂아 넣으며 추격의 발판을 만들었다. 거기에 문태영이 6득점으로 자신의 몫을 다하며 총 19득점을 기록했다. 양 팀의 점수차는 6점으로 좁혀졌다.
치열한 접전의 승리자는 동부였다. 4쿼터 초반 LG의 공격을 4차례나 차단한 동부는 자신들의 찬스에서는 꾸준히 득점을 올리며 점수차를 벌렸다. 동부는 4쿼터 중반 벤슨과 윤호영이 잇달아 5반칙 퇴장을 당하며 위기에 처하기도 했다. 그러나 끝까지 리드를 유지한 동부는 승리의 기쁨을 만끽했다.
| 2011년 3월 28일 전주 실내 체육관 | 전주 KCC 이지스 | 104 | 19 (1Q) 28 25 (2Q) 19 15 (3Q) 22 23 (4Q) 13 22 (연장) 16 | 98 | 서울 삼성 썬더스 |

1쿼터 초반만 해도 삼성은 1차전의 모습을 그대로 이어 가는 듯 했다. 1쿼터 시작 후 2분이 지났을 무렵 KCC에 0-8로 뒤진 것. 그러나 기우에 불과했다. 시간이 지날수록 삼성다운 농구가 펼쳐졌다. 이승준과 애론 헤인즈가 각각 8점씩을 기록하며 살아났고, 3점슛도 4개나 터지며 무려 28득점에 성공한 것. KCC는 추승균이 9득점으로 분전했지만 19득점에 그쳤다.
그렇지만 KCC는 2쿼터 들어 대대적인 반격에 나섰다. 9점의 점수차는 순식간에 좁혀졌다. 2쿼터 중반 하승진이 강혁과 볼 다툼 도중 쓰러져 어깨를 잡고 코트를 떠났지만, 전태풍이 잇달아 3점포를 터트리며 31-30으로 역전시킨 것. 그러나 삼성도 당하고만 있지 않았다. 2쿼터 막판 이규섭과 이원수가 연이어 3점슛을 성공시키며 다시 점수차를 벌렸다. 그 결과 삼성은 47-44로 전반을 마칠 수 있었다.
3쿼터 막판 연이은 3점슛으로 분위기를 내주지 않은 탓일까? 3쿼터 삼성은 KCC보다 나은 모습을 보여줬다. KCC가 공격에서 해법을 찾지 못하고 슛 난조로 15득점에 그친 것. 하승진이 어깨에 붕대를 감고 출전했지만 2득점에 그친 것이 가장 아쉬웠다. 반면 삼성은 헤인즈(10득점)가 공격의 중심에 서서 자신들에게 주어진 기회를 모두 득점으로 연결하며 22점을 올렸다.
4쿼터 시작 전만 해도 삼성이 리드하던 10점의 점수차는 시간이 흐를수록 좁혀져 4쿼터 중반 2점차가 됐다. 그렇지만 삼성은 방법을 찾지 못했다. 2분 30여초를 남기고 80-80으로 동점을 허용한 것. 그리고 종료 19.8초를 남기고 시도한 회심의 공격에 실패하며 연장전에 돌입했다.
연장 접전 끝에 웃은 것은 KCC였다. KCC는 2차 연장 초반 다니엘스의 골밑 득점과 추승균의 3점포로 승부에 쐐기를 박으며 분위기를 가져왔고, 결국 승리를 차지했다.

### 3차전
| 2011년 3월 29일 창원 실내체육관 | 창원 LG 세이커스 | 68 | 16 (1Q) 28 19 (2Q) 15 19 (3Q) 14 14 (4Q) 19 | 76 | 원주 동부 프로미 |

원주 동부 프로미, 4시즌 연속 4강 플레이오프 진출
동부는 경기 초반 상대의 골밑을 집중 공략했다. 김주성은 1쿼터서 7개의 슛을 모두 성공시키며 15점을 넣었다.  LG는 기승호(8점)와 크리스 알렉산더(7점)의 공격력이 살아나며 2쿼터를 19-15로 앞섰다. 전반전은 동부가 43-35로 리드.
LG는 후반서 폭발적인 공격력을 앞세워 동부를 맹추격했다. 루이스가 골팀서 연속 득점을 올리며 기세를 올린 LG는 3쿼터 중반 기승호가 3점슛 2개를 성공시키며 51-54까지 따라붙었다.

이어 LG는 3쿼터 1분 53초를 남기고 루이스가 골밑 득점을 올리며 54-54로 경기를 처음으로 동점으로 만들었다.
동부는 김주성의 골밑 공격에 이은 득점으로 역전을 허용하지 않고 57-54서 4쿼터를 맞았고 양 팀은 5점 안쪽서 팽팽한 줄다리기를 펼쳤다.
위기에 상황서 동부를 이끈 것은 골밑의 우위였다. 윤호영과 김주성은 골밑서 확률 높은 2점슛을 연이어 성공시키며 점수 차를 좁혀주지 않았다.
김주성은 72-66서 종료 1분 10여 초를 남겨 놓고 공격 리바운드를 잡아내며 상대에게 추격할 기회를 제공하지 않았다. 김주성은 종료 44초를 남기고 드리블 돌파에 이은 골밑슛을 성공시키며 승부를 결정지었다.
| 2011년 3월 30일 서울 잠실 | 서울 삼성 썬더스 | 81 | 22 (1Q) 28 15 (2Q) 26 24 (3Q) 20 20 (4Q) 23 | 97 | 전주 KCC 이지스 |

전주 KCC 이지스, 4시즌 연속 4강 플레이오프 진출

## 4강 플레이오프

### 4강 플레이오프 (A조)
1차전
| 2011년 4월 4일 부산 사직체육관 | 부산 KT 소닉붐 | 73 | 17 (1Q) 17 21 (2Q) 9 16 (3Q) 24 (4Q) 18 | 68 | 원주 동부 프로미 |

2차전
| 2011년 4월 6일 부산 사직체육관 | 부산 KT 소닉붐 | 70 | 25 (1Q) 16 12 (2Q) 20 12 (3Q) 16 21 (4Q) 23 | 75 | 원주 동부 프로미 |

3차전
| 2011년 4월 8일 원주 치악체육관 | 원주 동부 프로미 | 58 | 18 (1Q) 10 11 (2Q) 19 7 (3Q) 12 22 (4Q) 16 | 57 | 부산 KT 소닉붐 |

4차전
| 2011년 4월 10일 원주 치악체육관 | 원주 동부 프로미 | 81 | 29 (1Q) 18 20 (2Q) 14 26 (3Q) 21 6 (4Q) 15 | 68 | 부산 KT 소닉붐 |

### 4강 플레이오프 (B조)
1차전
| 2011년 4월 5일 인천 삼산월드체육관 | 인천 전자랜드 엘리펀츠 | 94 | 17 (1Q) 22 16 (2Q) 20 19 (3Q) 20 23 (4Q) 13 | 91 | 전주 KCC 이지스 |

2차전
| 2011년 4월 7일 19:00 |

|  |

| 인천 전자랜드 vs. 전주 KCC |

3차전
| 2011년 4월 9일 15:00 |

|  |

| 전주 KCC vs. 인천 전자랜드 |

4차전
| 2011년 4월 11일 19:00 |

|  |

| 전주 KCC vs. 인천 전자랜드 |

## 챔피언 결정전
2010~2011 현대모비스 프로 농구 챔피언 결정전(2011 KBL FINALS)은 2011년 4월 16일부터 정규시즌 4위 원주 동부 프로미와 3위 전주 KCC 이지스가 7전 4선승제로 진행하여 전주 KCC 이지스가 4승 2패로 통산 5번째 우승을 차지하였다.
1차전
| 2011년 4월 16일 14:30 |

|  |

| 전주 KCC 이지스 vs. 원주 동부 프로미 |

2차전
| 2011년 4월 17일 14:15 |

|  |

| 전주 KCC 이지스 vs. 원주 동부 프로미 |

3차전
| 2011년 4월 20일 18:30 |

|  |

| 원주 동부 프로미 vs. 전주 KCC 이지스 |

4차전
| 2011년 4월 22일 17:50 |

|  |

| 원주 동부 프로미 vs. 전주 KCC 이지스 |

5차전
| 2011년 4월 24일 14:30 |

|  |

| 원주 동부 프로미 vs. 전주 KCC 이지스 |

6차전
| 2011년 4월 26일 18:30 |

|  |

| 전주 KCC 이지스 vs. 원주 동부 프로미 |

| 2010-2011 프로농구 우승        |
| ------------------------------ |
| 전주 KCC 이지스 다섯 번째 우승 |

## 트리비아
- 지난 시즌 플레이오프 진출 팀 중 모비스만 유일하게 올라가지 못했다. 그리고 최초로 지난 시즌 우승팀만 플레이오프에 올라가지 못하는 불명예스러운 기록을 세웠다.
- KT는 정규리그 우승을 하면서 팀 창단 처음으로 2년 연속 4강 플레이오프에 진출하였고, 전자랜드역시 팀 창단 처음으로 정규리그 준우승을 하면서 2003~2004 시즌 이후 7년 만에 4강 플레이오프 진출을 하였다.
- 6강 플레이오프 대진표가 지난 시즌과 똑같은 매치업이었다.(동부 VS LG는 순위만 바뀌었음.) 그리고 양팀간의 경기가 모두 3:0으로 끝이 났다.
- KCC 하승진은 2008~2009 시즌 올스타전에 이어 플레이오프 3차전에서도 3점슛을 성공시켜 화제가 되었다.
- 삼성이 6강 플레이오프에서 3:0으로 떨어지자, 3월 31일 안준호 감독은 성적부진에 대한 책임을 지고 자진사퇴하였다. 차기 감독으로 김상준 중앙대 감독이 확정되었다.
- 2011년 한국 프로 야구 개막으로 인해 MBC 스포츠 플러스와 SBS ESPN이 야구중계를 하면서 일부 경기는 MBC 게임과 디원TV에서 방송하기도 했다. 이는 최초로 비스포츠 방송에서 농구 플레이오프 중계를 한 첫 번째 사례이다.
- 동부가 챔피언 결정전에 올라가면서, 2008~2009 시즌 이후 2년 만에 정규리그 4위팀이 챔피언결정전에 진출하였다.
- KT는 2008~2009 시즌 모비스와 똑같이 정규리그 우승을 하고도 4강 플레이오프에서 1승 3패로 떨어졌다, 이는 08-09의 모비스 이후 두 번째로 정규리그 우승팀이 챔프전에 올라가지 못하는 사례이다.
- LG도 6강 플레이오프 탈락 후, 강을준감독이 사퇴하고 2009년 12월 17일 SK 감독에서 사퇴한 김진 감독이 취임하였다.
- 프로 농구 사상 두 번째로 정규 시즌 1~2위 팀이 4강 플레이오프에서 탈락하였다(첫 번째는 2008~2009시즌).
- KCC가 3년 연속으로 챔피언결정전에 오르면서 정규리그 3위팀이 5시즌 연속으로 챔피언 결정전에 진출하였다. 그리고 정규리그 3위팀이 챔프전에 진출한 횟수는 총 8번으로 이는 정규리그 2위팀이 챔프전에 진출한 횟수 7번의 기록을 깼다.
- KCC는 챔피언결정전 3차전에서 역대 챔프전 최소 득점(54점) 패전과 역대 챔프전 전반 최소득점(1,2쿼터 합계 20점)이라는 불명예스러운 기록을 남겼다, 특히 3점슛은 10개 시도에 단 1개만 들어갔다.
- KCC는 이번 챔피언결정전 우승으로 역대 챔프전 3위팀으로는 3번째 우승이자 KBL 통산 최다 우승기록인 5회 우승의 대기록을 달성하게 되었다.